# Roc de la Calma
El Roc de la Calma és una muntanya de 2.213,2 metres d'altitud situada al sud-est del Massís del Carlit, en el terme comunal de Font-romeu, Odelló i Vià, de la comarca de l'Alta Cerdanya, a la Catalunya del Nord.
Està situat a la zona nord-oest del terme de Font-romeu, Odelló i Vià; és el punt més elevat de la comuna, alhora que cim culminant de tot el sistema d'esquí de l'Estació d'esquí de Font-rpmeu i del turisme estiuenc en el mateix lloc.
És un lloc molt reconegut i visitat per tota mena de practicants dels esports de muntanya i d'hivern, perquè és un dels nuclis de concentració de pistes d'esquí del terme, així com lloc de pas de moltes rutes excursionistes a peu o amb raquetes de neu. A més, hi puja una pista de muntanya des de les Airelles i el Coll del Pam. Al seu sud-est es troba el seu cim secundari de la Gallinera.
En el Roc de la Calma convergeixen diverses pistes i remuntadors de l'Estació d'esquí de Font-romeu (Telecadira de la Calma Nord, Telecadira del Roc, Teleesquí de les Perdius, Teleesquí dels Clots, Teleesquí del Refugi, Teleesquí de la Calma i Teleesquí de la Pradella).